# ŽOK Braslovče
ŽOK Braslovče est un club slovène de volley-ball basé à Braslovče, évoluant pour la saison 2015-2016 en 1. DOL ženske.

## Effectifs

### Saison 2014-2015
Entraîneur :  Zoran Jerončič